# A15高速公路 (葡萄牙)
A15高速公路（葡萄牙語：A15），又稱大西洋高速公路（Auto-Estrada do Atlântico），是葡萄牙西部一條高速公路，西起卡爾達什-達賴尼亞，中經里奧馬約爾至聖塔倫，全長40公里。
全線設有七處交流道和一個服務站。1995年起分段通車，2001年全線完工。正計劃延伸至阿爾梅林。